# Curtitoma decussata
Curtitoma decussata é uma espécie de gastrópode do gênero Curtitoma, pertencente à família Mangeliidae.